# Mohamed Mounir

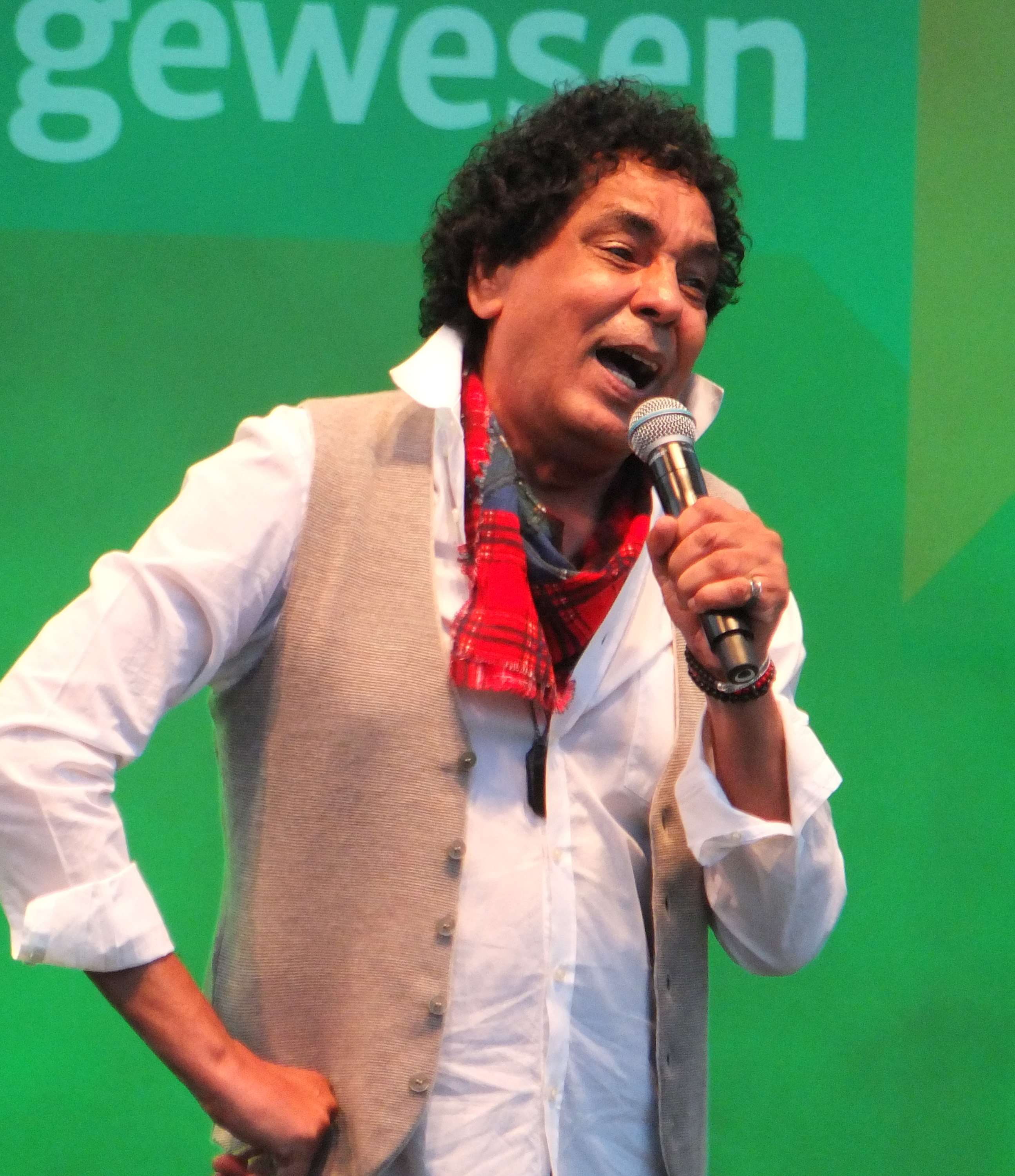
Mohamed Mounir beim Deutschen Evangelischen Kirchentag 2019

Mohamed Mounir (arabisch محمد منير Muḥammad Munīr; * 10. Oktober 1954 in Assuan) ist ein ägyptischer Musiker, dessen Stil moderne arabische Musik mit pentatonischen nubischen Melodien und Elementen des Pop, Funk und Rock verbindet. Er ist auch als Filmschauspieler bekannt, zum Beispiel in Dunia und Filmen von Youssef Chahine.

## Leben
Geboren und aufgewachsen in einer nubischen Familie in Assuan, ging Mounir 1971 nach Kairo, um dort Film und Fotografie zu studieren. Nach dem Militärdienst wandte er sich der Musik zu und wurde innerhalb weniger Jahre zum Idol vor allem der linken Studenten.
Dabei brach Mounir zunächst mit Traditionen ägyptischer Musikgrößen, als er leger gekleidet und in der Manier eines Popstars vor seinem Publikum erschien. Auch saß kein typisch arabisches Orchester im Hintergrund, sondern eine bis zu zwölf Mann starke moderne Band mit westlichen und arabischen Musikinstrumenten.
Mounir wohnt im Kairoer Stadtteil Garden City.

## Musik
Ein Grund seines Erfolges ist die Verbindung der traditionellen Musik seiner Heimat, dem nubisch geprägten Oberägypten, mit Elementen aus Rock, Pop und Funk. Mit dieser Art wurde er zum Begründer der ägyptischen Popmusik. Seine Liebeslieder und Balladen machten ihn schnell gesellschaftsfähig, so dass seine Musik bis heute gerne auf Feiern und Hochzeiten gespielt wird.
Eine Hauptquelle seiner musikalischen Erfolge ist die Adaption von traditionellen nubischen Liedern und vor allem von Kompositionen des Sängers, Poeten und Oud-Spielers Ahmad Mounib (1926–1991) aus dem Nubischen ins ägyptische Arabisch.
Mounirs Beliebtheit bei progressiven Studenten ist auf seine Protestsongs zurückzuführen, Liedern also, in denen er seine zum Teil massive Kritik an Gesellschaft, Politik und Religion ausübt.
Nach den Anschlägen von New York fiel er mit seinem Videoclip Maddad auf, in dem er kritisch den Einfluss auf das Bild des Islam durch Moscheen und Massenmedien hinterfragt. Dies führte dazu, dass dieser Clip von den meisten arabischen Rundfunkanstalten boykottiert wurde. Dieser Song wurde für ihn von dem deutschen Gitarristen und Oud-Spieler Roman Bunka arrangiert. Bunka arrangierte für ihn ab 1984 auch immer wieder Songs und begleitete Mounir als Gitarrist und Oud-Spieler bei Konzerten und im Studio.
Seine Bekanntheit als Sänger verhalf ihm auch zu seinem Durchbruch als Schauspieler. Mit dem „Enfant terrible“ des ägyptischen Films, Youssef Chahine, drehte er mehrere Filme, darunter den für die Goldene Palme in Cannes nominierten Film Das Schicksal.
Durch seine musikalische Zusammenarbeit mit westlichen Musikern wie den Dissidenten und anderen kam Mounir zu Konzerten nach Europa, zum Beispiel im Haus der Kulturen der Welt in Berlin. 2003 war er nach gemeinsamen Konzerten in Ägypten mit Hubert von Goisern in Österreich und Deutschland auf Tournee. 2009 sang Mounir auf einem Album von Ich + Ich zusammen mit Adel Tawil den Titel Yasmine. Dies war zugleich auch der Beitrag von Berlin beim Bundesvision Song Contest 2010, der am 1. Oktober 2010 stattfand und bei dem die Musiker den dritten Platz mit 100 Punkten belegten.
2017 arbeitete Mounir erneut mit Adel Tawil zusammen: Auf dessen Album So schön anders sang er zusammen mit Tawil und Youssou N’Dour den Titel Eine Welt, eine Heimat.

## Diskografie

### Alben
| - 1977: Allemuni Eneeki - 1978: Benetueled - 1981: Schababik - 1983: Etakllemi - 1986: Bari' - 1987: Ueßt El Dajra - 1988: El Malek Houa El Malek - 1989: Schokolata - 1990: Eßkenderejja - 1991: Meschuar - 1992: El Tuul Uel Lon Uel Horrejja - 1994: Eftah Albak - 1995: Momken | - 1996: Men Auel Lamßa - 1997: El Maßir - 1998: Habibti - 1998: Ma'darsch - 1999: El Farha - 2000: Fi Esch' El Banat - 2000: Leela Uahda - 2001: Albi Masaken Schaabeja - 2002: El Ard... El Salam (Earth... Peace) - 2003: Ahmar Schafajef - 2005: Embareh Kan Omri Eschrin - 2008: Ta`m Elbijot - 2012: Ya Ahl El Arab Wel Tarab |

### Kollaborationen
- 2017: We don’t shoot (mit Dissidenten)

### EPs
- 2019: Watan
- 2021: Bab El Jamal

### Singles (Auswahl)
| - 1981: Shababeek - 1981: Shagar El Lemoon - 1990: El Marayla El Kohly - 1995: Hawadeet - 1997: El Bahr Beyedhak - 1997: Ally Sotk - 2000: Fi 3esh2 El Banat - 2000: Ana Ba3sha2 El Bahr - 2000: Khayef - 2000: Rabbak Lamma Yerid - 2001: She2 Men Ba3eed - 2001: Lamma El Nasim - 2001: Beteb3ediny - 2003: Shamandora - 2003: Asmarani - 2003: Ikrar | - 2003: Lola Sahar - 2005: Waili - 2008: Younis - 2008: Men Gheir Kosouf - 2009: Yasmine (mit Ich + Ich) - 2009: El Kon (mit Ich + Ich) - 2012: Hara El Saqueen - 2012: Ya Hamam - 2012: Yaahl Elarab - 2012: Alby Mayeshbehneesh - 2016: Al Qahira (mit Amr Diab) - 2017: Eine Welt, eine Heimat (mit Adel Tawil & Youssou N’Dour) - 2019: Mahmoum - 2022: Lelly - 2023: North Coast (mit Myriam Fares) |